# Приключения мышонка Десперо
«Приключе́ния мышо́нка Десперо́» («Приключения мышонка Десперо: а точнее, сказка о мышонке, принцессе, тарелке супа и катушке с нитками», англ. The Tale of Despereaux: Being the Story of a Mouse, a Princess, Some Soup, and a Spool of Thread) — сказочная повесть (роман) американской детской писательницы Кейт Дикамилло, рассказывающая о маленьком мышонке, который спас принцессу от крыс. Опубликована в 2003 году. В 2008 году вышла в русском переводе Ольги Варшавер.
По книге был снят одноимённый полнометражный мультфильм, выпущена видеоигра, а также поставлен мюзикл.

## Сюжет
В сказочном королевстве Дор у семьи мышей, которая живёт в королевском замке, рождается очень маленький мышонок с большими ушами. Его мать, имеющая французские корни, называет его Десперо́ (с фр. — «отчаяние»), потому что считает разочарованием. В отличие от других мышей, Десперо не занимается весь день поисками крошек — ему нравится слушать музыку, доносящуюся из королевских покоев, а в библиотеке вместо того, чтобы грызть книги, он читает сказку о принце, который спас принцессу. Однажды Десперо заходит в комнату Принцессы Горошинки, отец которой играет и поёт для дочери; Десперо знакомится с Горошинкой и влюбляется в неё. За общение с людьми мышиный Совет ссылает Десперо в подземелье к крысам, но благодаря помощи тюремщика Грегори мышонок вскоре возвращается обратно.
За несколько лет до Десперо в подземелье замка рождается крысёнок Кьяроску́ро (с итал. — «свет-тень»). Его учат, что крысы должны жить в подземелье и причинять страдания людям, однако Роску́ро (сокращённая форма его имени) больше всего мечтает увидеть свет и выбраться наверх. Однажды он попадает в зал на королевский банкет и, наблюдая с люстры за банкетом, случайно падает в суп королевы. Королева умирает от ужаса, а её дочь, Принцесса Горошинка, смотрит на Роскуро с ненавистью. Он возвращается в подземелье, понимая, что его будут ненавидеть всю жизнь, и решает отомстить принцессе. Король навсегда запрещает готовить и есть супы в королевстве.
В замке появляется бедная девочка по имени Миггери Соу, мать которой умерла, а отец продал её в служанки. Поскольку хозяин всё время бил её, Миггери стала плохо слышать и в целом не отличалась сообразительностью. Её взяли служанкой в замок, но её мечтой было самой стать «принцессочкой». Роскуро использовал Миггери для своей мести: ночью, угрожая ножом Горошинке, Миггери под руководством Роскуро привела принцессу в подземелье. В это время Десперо, узнав, что Горошинка исчезла, понял, что никто не знает, где её искать, и только он сможет спасти принцессу. Он идёт один в подземелье, где его сразу же замечает старый крыс Боттичелли Угрызалло, который решает помучить Десперо, а потом съесть его. Он приводит мышонка туда, где находятся Горошинка и Миггери в окружении крыс. Во время спора Миггери признаётся, что больше всего хочет к маме, а не стать принцессой, а Роскуро — что тогда, во время случая с супом, он только хотел побыть там, где свет. Горошинка обещает Роскуро, что даст ему поесть супа в банкетном зале, если он выведет их из подземелья.
Принцесса, Миггери, Десперо и Роскуро выходят из подземелья. Принцесса и Десперо остаются близкими друзьями на всю жизнь. Роскуро разрешают свободно перемещаться по замку, и он живёт то там, то в подземелье, однако не обретает счастья. Миггери находит отца, которым оказывается один из заключённых в подземелье, и её отец в дальнейшем обращается с дочерью как с принцессой.

## Награды
В 2004 году за книгу о Десперо Дикамилло получила свою первую Медаль Джона Ньюбери за вклад в американскую литературу для детей.
В 2007 Американская ассоциация образования включила книгу в список ста лучших книг для учителя на основе онлайн-опроса. В 2012 году книга оказалась на 51 месте в списке лучших детских романов всех времён по опросу School Library Journal (всего в списке было три книги Дикамилло).

## Отзывы
Рецензент The New York Times Джерри Грисволд пишет о том, что в книге о Десперо Дикамилло показывает битву между Светом и Тьмой, и представление оказывается блестящим несмотря на, казалось бы, набор знакомых ингредиентов (англ. a bouillabaisse of familiar ingredients). Дикамилло «вытягивает» простой сюжет за счет остроумия, юмора, а главным образом за счёт голоса рассказчика, который напрямую комментирует происходящее.

## Адаптации
- В 2008 году был выпущен полнометражный компьютерный мультипликационный фильм «Приключения Десперо», снятый по мотивам книги.
- Также в 2008 году была выпущена одноимённая видеоигра[7][8][9].
- В 2018 году американской театральной группой PigPen был поставлен мюзикл по книге, премьера состоялась в Сан-Диего в 2019 году, позже спектакль вошёл в репертуар театра в Беркли[10][11].